# Cactus (banda india)
Cactus (Bengalí: ক্যাকটাস) es una banda de rock de la India formada en Kolkata, Bengala occidental. Desde su creación la banda ha publicado cuatro álbumes de estudio completo y se han realizado más de 2500 conciertos en toda la India.

## Historia
Cactus se formó en 1992. Inspirado por otras bandas musicales como Deep Purple, Pink Floyd, Led Zeppelin y Iron Maiden, entre otros, ellos comenzaron con un propósito de iniciarse en interpretar música de género rock n roll, en un lenguaje más cercano a su territorio, ampliando así los puntos de vista de trabajo jornal y borrando todas las limitaciones existentes. Cactus se convirtió en una de las primeras bandas musicales profesionales de Bangla y de su natal India. 
En su debut profesional, la banda se hizo conocer ante el público el 6 de marzo de 1993, en Aban Mahal (CLT), Kolkata.

## Discografía
Cactus (1999) (Saregama India Limited)
Tracks
- "Shudhu Tumi Ele Na" (শুধু তুমি এলে না)
- "Amra Bhishon Eka" (আমরা ভীষণ একা)
- "Halogen" (হ্যালোজেন)
- "Tumio Bojho Amio Bujhi" (তুমিও বোঝো আমিও বুঝি)
- "Icchamoti" (ইছামতী)
- "Brishti Oooh Ma" (বৃষ্টি উঃ মা)
- "Bhoy" (ভয়)
- "Chai Shudhu Tomay" (চাই শুধু তোমায়)
- "Holud Pakhi" (হলুদ পাখি)

Nil Nirjone (2002) (Sunnyo Media Pvt. Ltd)
Tracks
- "Nil Nirjane" (নীল নির্জনে)
- "Noah" (নোয়া)
- "Telephone" (টেলিফোন)
- "Mon" (মন)
- "Dukho Medley (1st)" (দুঃখ মেডলি)
- "Medley (2nd)" (মেডলি)
- "Nil Nirjane - Music Track" (নীল নির্জনে - সংগীত)
- "Dialogue - Cactus and Raima" (সংলাপ - ক্যাকটাস ও রাইমা)

Rajar Raja (2004) (Asha Audio Company)
Tracks
- "Buddho Heshechhen" (বুদ্ধ হেসেছেন)
- "Udaaner Gaan" (উড়ানের গান)
- "Bodhu Re" (বধু রে)
- "Ude Jete Chay" (উড়ে যেতে চায়)
- "Lash Kata Ghore" (লাশ কাটা ঘরে)
- "Krishti" (কৃষ্টি)
- "Kamalar Swami" (কমলার স্বামী)
- "Rajar Raja" (রাজার রাজা)

Tuccho (2008) (Asha Audio Company)
Tracks
- "Bhalo Theko" (ভালো থেকো)
- "Kobita Hobo - Kobi Dao" (কবি দাও)
- "Moshiha" (মসীহা)
- "Phire Chawa" (ফিরে চাওয়া)
- "Pokhiraaj" (পক্ষীরাজ)
- "Raater Pori" (রাতের পরী)
- "Tuccho Ami" (তুচ্ছ আমি)
- "Shabdhane Raasta Perio" (সাবধানে রাস্তা পেরিয়ো)